# Acontecimientos de marzo
Los acontecimientos de marzo o genocidio de marzo son la masacre cometida el 31 de marzo del 1918 contra los musulmanes, particularmente azeríes, que vivían en Bakú. Los civiles fueron asesinados durante tres días por los bolcheviques y dashnaks-armenios. Los documentos de archivo azerbaiyano afirman que fueron masacradas 8, 10, 12 mil personas. Pero algunos documentos ingleses señalan que 1/4 de la población azerbaiyana de Bakú fue asesinada durante esos acontecimientos. Y según los datos demográficos en Bakú vivían 280-300 mil personas, 80-100 mil de las cuales eran azerbaiyanos; entonces 1/4 de la población azerbaiyana de Bakú era 20-25 mil personas. Cada año, el 31 de marzo los azerbaiyanos conmemoran el "Día del Genocidio", en recuerdo a los miles de azerbaiyanos que sucumbieron en 1918.

## Historia

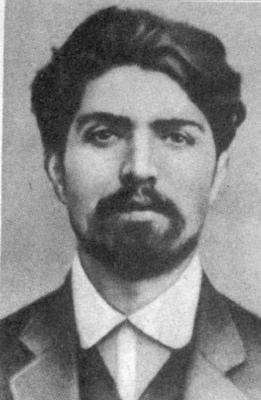
Stepán Shaumián

Después de la Revolución de Octubre de 1917, que puso fin al régimen zarista, Lenin nombró a Stepán Shaumián, de origen armenio, Comisario Extraordinario para el Cáucaso y Presidente de la Asamblea de Comisarios del Pueblo de Bakú. El motivo de ese nombramiento fue evitar alguna posibilidad de autonomía y también proteger una de las principales fuentes energéticas de Rusia. A principios de marzo de 1918 el partido "Musavat", liderado en la ciudad por Mammad Amin Rasulzadeh, ya se ha convertido en la fuerza política principal de la sociedad azerbaiyana. En estas condiciones Shaumián trató destituir de cualquier manera el "Musavat" de la lucha  política en Bakú.
El motivo del genocidio fue creado por los acontecimientos que tuvieron lugar en el barco Evelina. El 27 de marzo 50 militares azerís de División Salvaje habían llegado a Bakú desde Lenkoran en el barco Evelina para asistir al funeral de su colega Mamed Taghíyev, hijo del magnate petrolero famoso Zeinalabdín Taghíyev. El 30 de marzo de 1918, cuando un grupo de militares volvieron a bordo de Evelina para abandonar Bakú, el Consejo Soviético recibió una información de que los soldados azerbaiyanos del barco estaban armados y esperaban una señal para rebelarse contra el Soviet. A pesar de que la información tenía base alguna, los líderes del Consejo Soviético desarmaron el grupo musulmán, que se resistió. Sin embargo, el desarme de militares que trataban de salir de la ciudad, ha provocado la indignación de la población azerbaiyana de la ciudad, ya que los requisitos de desarme no se aplicaban a otras etnias y facciones partidistas existentes en la ciudad. 

Los azerbaiyanos estaban preocupados por la fuerza militar creciente de los armenios en Bakú y solicitaron la ayuda de la unidad organizativa División Salvaje de Lankaran. Su llegada, por su parte creó gran preocupación de los bolcheviques y de los armenios. Los bolcheviques que oficialmente se declararon neutrales, tácitamente apoyaron a la parte armenia. 

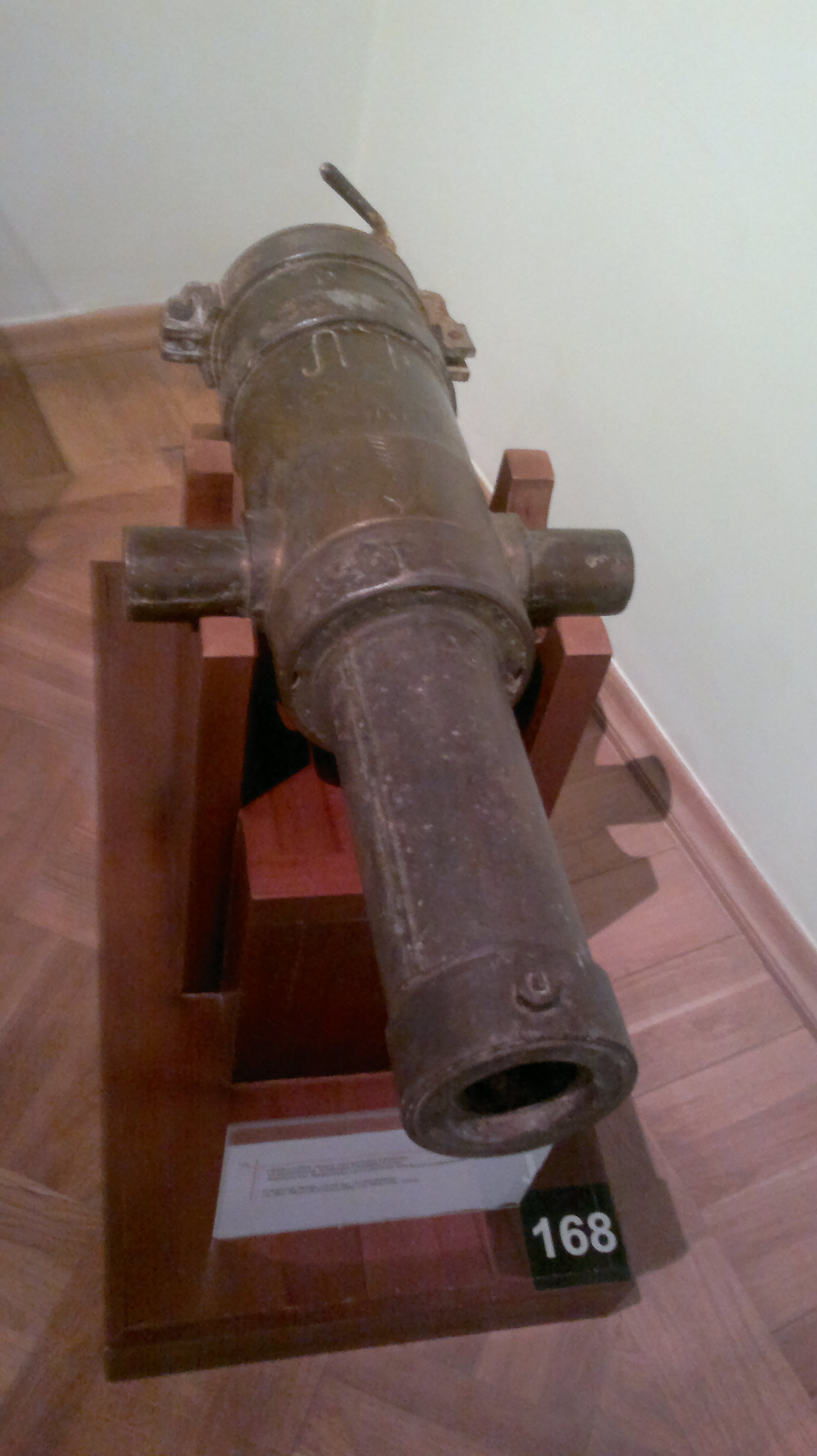
El cañón de dashnaques de los acontecimientos de marzo de 1918. Actualmente se encuentra en el Museo de la Historia de Azerbaiyán.

El 31 de marzo de 1918 se inició una matanza masiva contra la población civil azerbaiyana; los acontecimientos duraron tres días (del 31 de marzo al 2 de abril) y alrededor de 20-25 mil civiles azerbaiyanos y turcos en Bakú fueron asesinados por soldados armenios y rusos. Los bolcheviques ayudando a los armenios, bombardearon al castillo antiguo de Bakú con sus buques en el mar. Fueron destruidos los minaretes de la mezquita de Tazapir y una parte del castillo de la ciudad. El 2 de abril de 1918 la dirección del Consejo de Bakú oficialmente se ha puesto de acuerdo una tregua con los azerbaiyanos, sin embargo, la matanza y el saqueo en los barrios de Bakú continuaron hasta el 5 de abril.  Fue firmado un contrato sobre el reconocimiento oficial del gobierno de los bolcheviques y el desarme de los musulmanes. Por lo tanto, fue organizado un gobierno bolchevique bajo la dirección de Shaumyan en Bakú.  

### Consecuencias
Stepán Shaumián consideraba los acontecimientos de marzo el triunfo del poder soviético en el Cáucaso, el escribe:
"Los resultados de los combates son excelentes para nosotros. La derrota fue absoluta. Les dictábamos las condiciones, que incondicionalmente fueron aprobados. Se decidió el destino de Transcaucasia. En el caso de su victoria, Bakú sería declarada capital de Azerbaiyán y todos los elementos no musulmanes serían eliminados de aquí".
El consejo de Bakú provocó la guerra civil con la esperanza de destruir el poder del partido Musavat. Sin embargo, cuando el consejo pidió ayuda a Dashnaksutun en la lucha contra los nacionalistas, la guerra civil se convirtió en la masacre y los armenios empezaron a matar a los musulmanes, independientemente de su filiación política, económica o social.

Sobre la alianza de Dashnak con las fuerzas de Shaumyan, M.A.Rasulzade escribe: 
"El representante del gobierno bolchevique, Shaumyan saludó con satisfacción el establecimiento de un Estado autonomía de Armenia en los territorios azerbaiyanos por el Ordenanza de Lenin junto con la retiración de las fuerzas rusas de Turquía, mientras que daba la reacción amenazante a la autonomía de Azerbaiyán. Lenin con esta ordenanza encargó a las organizaciones armenias la ayuda a Shaumyan "para que el pueblo armenio deprimido hiciera realidad sus ideas nacionales””.
En 1918 también en Shamakhi, Guba, Karabakh, Zangazur, Nakhicheván, Lankaran los armenios infligiendo un castigo a miles de personas, habían quemado los pueblos y habían destruido los monumentos históricos.
"Shamakhi sufrió por los ataques de estas fuerzas dirigidas a Ganja. La histórica mezquita de la ciudad, capital antigua de Shirvanshakhs se convirtió en cenizas. Sólo no atacaron al barrio armenio, excepto dos iglesias, se destruyeron todos los edificios en la ciudad. Lankaran, Salyan, Guba, Kurdamir y otras ciudades y distritos habían sido violados como Shamaji. No es posible imaginar la tragedia de las personas asesinadas, el honor violado de las mujeres, las casas desoladas y la riqueza robada durante esta violencia. La amenaza había estado cerca de Ganja. Por un lado Ganja estaba en peligro, y por el otro los armenios de Karabaj y bolcheviques de Bakú esbozaban un plan. No había ninguna duda de que su propósito era masacrar a Azerbaiyán y convertir en cenizas".
El 13 de abril de 1918 fue establecido la Comuna de Bakú, que llegó al poder tras una confrontación sangrienta con la población musulmana.

### Sobrevivientes
Senem Shijseyidova de 94 años es una de las supervivientes de la matanza del marzo de 1918. Fue una niña perdida a sus padres dos horas después de su nacimiento.

## Memoria
- En 1998 Heydar Aliyev firmó un decreto del 26 de marzo de 1998 sobre los hechos de 1918, el "Día del Genocidio", en recuerdo de los azeríes que sucumbieron en esa fecha.[7]
- El 31 de diciembre de 2010 el gobernador de Nevada proclama el 31 de marzo "Día de la Conmemoración de Azerbaiyán".[8]

- El 31 de marzo de 2012, el gobernador de Nueva York, Andrew Cuomo proclamó el "Día de la Conmemoración de Azerbaiyán" en Nueva York.[9]
- En el Callejón de los Mártires en Bakú hay un monumento en memoria de las víctimas de masacre de marzo de 1918.
- El 18 de septiembre de 2013 en Guba fue inaugurado el "Complejo Conmemorativo del Genocidio" dedicado a las víctimas de los Acontecimientos de marzo de 1918.

## Galería

Las víctimas azerbayanas durante los acontecimientos de marzo en Bakú
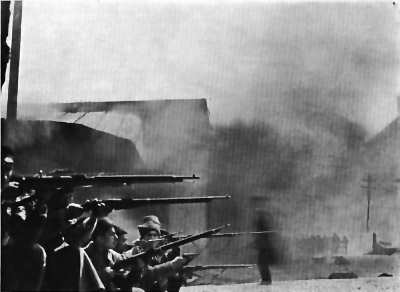
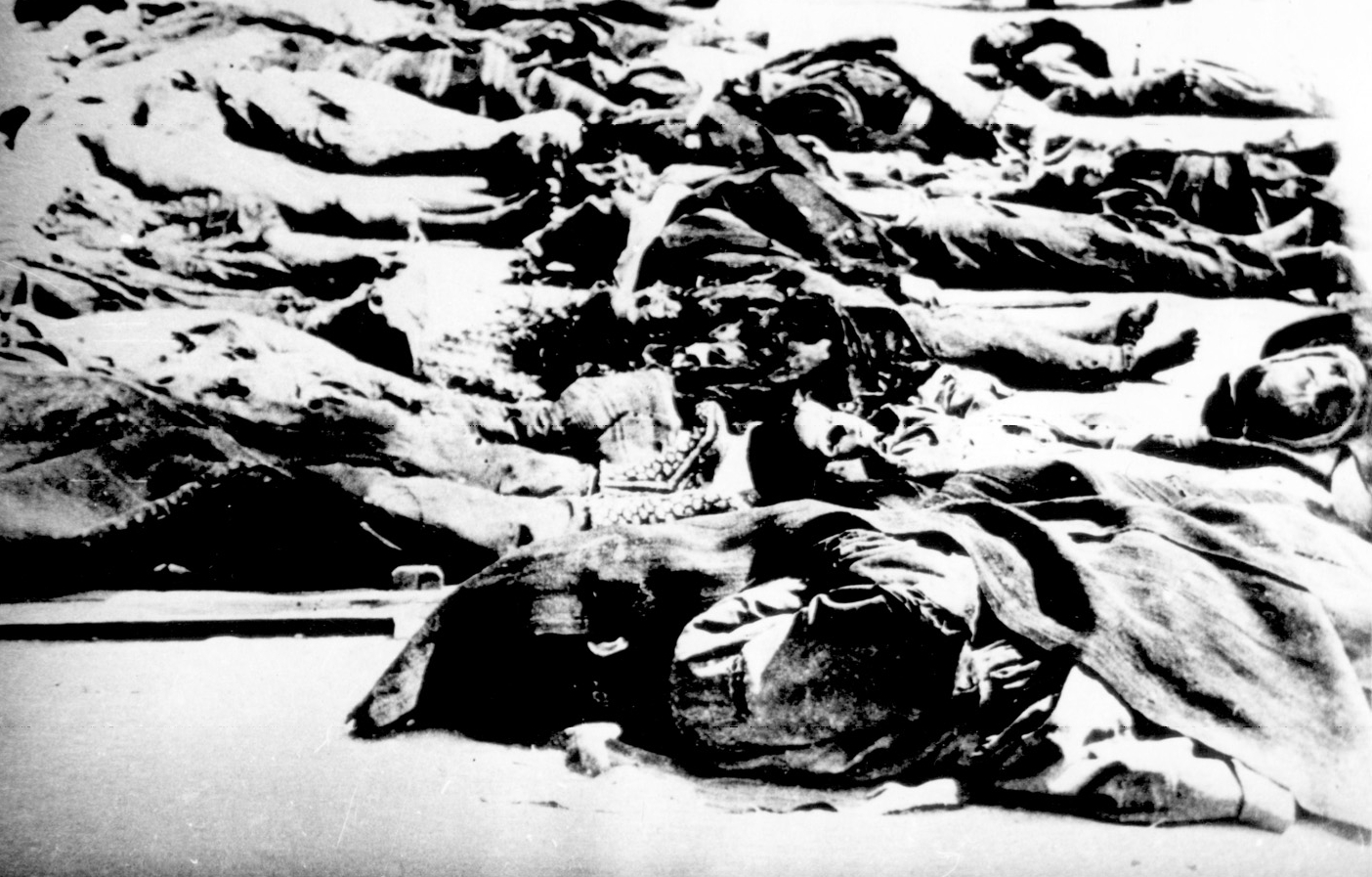
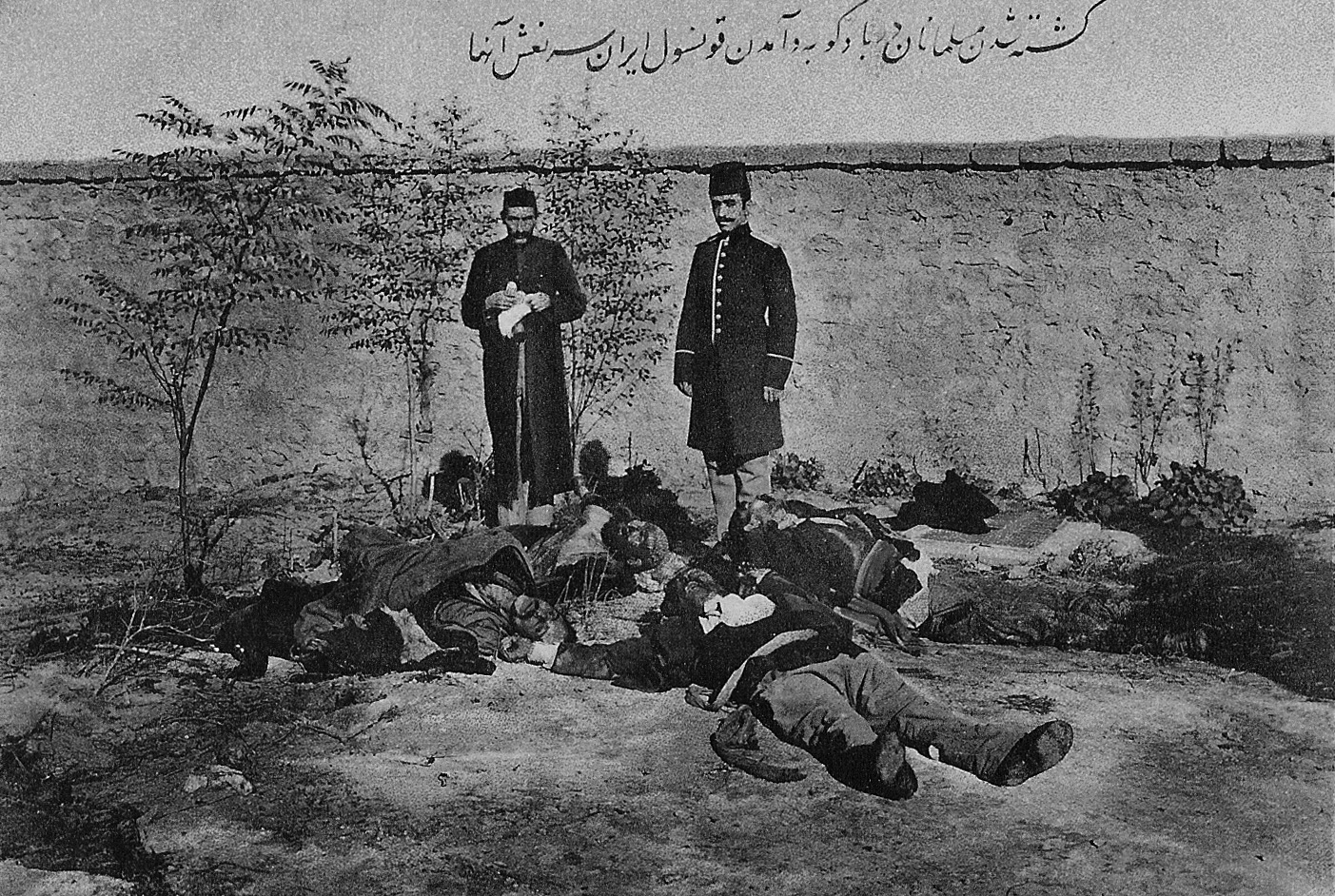
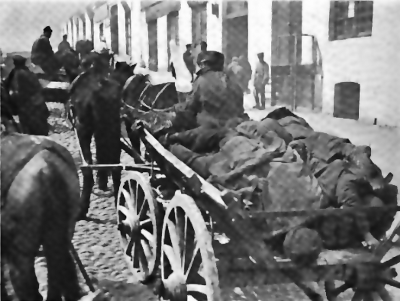
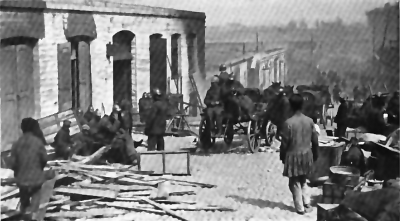